# Artonis
Artonis (altgriechisch Ἄρτωνις) war eine im 4. Jahrhundert v. Chr. lebende persische Adlige und die Gattin des Eumenes von Kardia, des Kanzleichefs Alexanders des Großen.

## Leben
Artonis war eine Tochter Artabazos’ II. und damit eine Urenkelin des persischen Großkönigs Artaxerxes II. Ihre Mutter war wahrscheinlich die einzig bekannte Gattin Artabazos’ II., eine Schwester der rhodischen Feldherren Memnon und Mentor, die Artabazos elf Söhne und zehn Töchter geboren haben soll. Zwei Schwestern von Artonis sind namentlich bekannt, nämlich Artakama, die Gattin Ptolemaios’ I., und Barsine, die Geliebte Alexanders des Großen.
Wegen seiner Rebellion gegen König Artaxerxes III. musste Artabazos um 352 v. Chr. mit seiner Familie an den Hof des Makedonenkönigs Philipp II. flüchten. Artonis begleitete wohl ihren Vater und kehrte mit ihm auch in der zweiten Hälfte der 340er Jahre v. Chr. wieder nach Asien zurück. Nach der Schlacht bei Issos geriet Barsine Ende 333 v. Chr. nahe Damaskus in makedonische Gefangenschaft. Möglicherweise wurden ihre Schwestern Artonis und Artakama ebenfalls gefangen genommen. Im Frühjahr 324 v. Chr. heiratete Artonis auf der Massenhochzeit von Susa Eumenes von Kardia. Über ihr weiteres Leben ist nichts bekannt.